# La Floripondio
La Floripondio es un grupo chileno, considerado una mezcla de diversos estilos musicales, entre ellos ska, reggae, cumbia, rock y punk.

## Historia
La Floripondio es un grupo iniciado en 1991 en Villa Alemana, liderado por Aldo Asenjo, cantautor y guitarrista chileno actualmente líder del grupo de cumbias Chico Trujillo y del conjunto de baladas, boleros y valses peruanos Bloque Depresivo.
Al principio comenzaron tocando en los escasos lugares que existían en la época, y por sus propios medios lanzan su primer disco Muriendo Con Las Botas Puestas (1993).
Luego de la partida del guitarrista original se une al grupo Rodrigo Neira Alias Pescao, y en forma paralela se trabaja con el percusionista Juan Gronemeyer, y el trompetista Alejandro Ibáñez. Quienes participan activamente en la creación del segundo disco – primer disco bajo un sello (Alerce) – La Manda Del Ladrón de Melipilla (1995). Este disco de sonido experimental y ritmos heterogéneos sería la base para que el grupo emprendiera su primera gira por Europa, que contemplaría 12 recitales, en los que recibirían una buena acogida por parte del público europeo.
Ya de vuelta en Chile, realizan diversos conciertos, y preparan el lanzamiento de su tercer disco Atontahuayoprensao (1997), disco que sigue la línea de experimentación, y que agrega una nueva dimensión al sonido floripondio haciéndolo más reggae. Esto se nota en temas clásicos como Carreteando en Con-Con.
Luego vendría la segunda gira por Europa (1998-1998) con 36 conciertos en diversos lugares como Holanda, Alemania, Austria y Francia, se editaría hasta ahora su disco más famoso Dime Que Pasa! 2001. Que incluye temas que ya son himnos de las fiestas chilenas como: Dime Que Pasa!, Bailando Como Mono y Fuman Bueno. Además el grupo incluye 2 temas de clara connotación política: Titikaka, Si es Necesario Matar al Presidente.
Producto de este disco se editaría un registro en vivo Pasa nah’ loco loco’, grabado un 7 de junio de 2002, en La Batuta, con invitados como Joe Vasconcellos, Álvaro España (Fiskales Ad-Hok) y Chancho en Piedra. Un disco que recorre la historia hasta la fecha del grupo.
En 2001 el grupo edita su primer vinilo, Muriendo Con Las Botas Puestas, que trae como portada la misma utilizada en el primer disco de mismo nombre.
En noviembre de 2004, La Floripondio se une a Die Ärzte, agrupación que conocieron en sus giras por Europa, y realizan una gira por Argentina, Chile y Uruguay.
2005 trae a un grupo consolidado que edita su placa Paria!, nombre acuñado por la extraña sensación que experimentan los integrantes del grupo al estar constantemente viajando entre Europa y Chile. Clara muestra de esto, es que, para este disco, los instrumentos fueron grabados en su Chile, y las voces y la mezcla se realizó en Berlín. El resultado es un disco más centrado en el reggae y el ska, más relajado que los anteriores, que incluye un cover de los veteranos skatalities (Fidel Castro), con lírica incluso en alemán (Paco bajo el agua), que los lleva a realizar nuevamente giras por Chile y Europa.
En diciembre de 2006 se presentan en Buenos Aires, Argentina, como grupo soporte de Cienfuegos.
El año 2007 comenzó con la celebración de 15 años de carrera del grupo. (noviembre de 2007) se llevaría a cabo la celebración de los 15 años sin ni un brillo en el(Estudio Gigante) la banda viene tocando en su repertorio temas nuevos de un próximo disco en marzo del 2009 con bombo y platillos se hace el lanzamiento del video Vuelan Las Protestas del próximo disco Hipertenso. 15 años sin ni un brillo,se lanza oficialmente este año por sello Oveja Negra y Hachazo de Michimalonco. esta es la grabación en vivo que se llevó a cabo en el (Estudio Gigante)
El año 2011 luego de un par de años de promoción la banda hace el lanzamiento oficial de su disco Hipertenso con un concierto en el bar las tejas.

Miembros de La Floripondio participan en grupos paralelos como:  Chico Trujillo , Dangan , Detucunaatutumba , Pua y Bloque Depresivo.

## Miembros
- Aldo Asenjo "El Macha" - voz, Guitarra, Batería
- Fritz Demuth - Batería, Percusión
- Victor "Tuto" Vargas - Bajo
- Rodrigo Neira "El Pescao" - Guitarra, Bajo
- Juan Gronemeyer - Percusión
- Gabriel Muñoz "Chico Migraña" - Saxofón
- Sebastian "Zorrita" Cabezas - trompeta
- Luis Tabilo - Trombón

## Discografía

### Álbumes
- Muriendo Con Las Botas Puestas (1993) Demo casete
- La Manda del Ladrón de Melipilla (1995)
- Atontahuayoprensao (1997)
- Dime Qué Pasa! (2001)
- Pasa na' loco loco (2002) En vivo
- Paria! (2005)
- 15 Años Sin Ni Un Brillo! (2009)En vivo
- Hipertenso (2011)
- Gimnasia para Momias (2015)
- ¿Aló con las islas mutantes? (2024)

### Sencillos
- Evitando lo que quiero (1995) con video
- Vacunaska (1997)
- Zunga de cuero (1997) con video
- Dime qué pasa! (2001) con video
- Bailando como mono (2001)
- Fumen bueno (en vivo) (2002)
- Tsunami... las raíces!!! (2005) con video
- Cuando te llamo jo (2006)
- Vuelan las protestas (2009) con video
- Y es de día  (2016) con video

### Otros
- Vida Férrea, compilado de bandas de la V región - 1998 (Canción: Dime qué pasa)
- Muriendo Con Las Botas Puestas - 2001 (Disco de vinilo) Compilado
- Newen Peñi - (Canción: Matar al presidente )
- Tributo Rock a Víctor Jara - 2002 (Canción: Ingá. del folclore afroperuano)